# Cadeo
Cadeo (IPA: [kaˈdeo], La Cadé o Cadé in dialetto piacentino) è un comune italiano sparso di 6 078 abitanti della provincia di Piacenza in Emilia-Romagna. La sede comunale è situata nella frazione Roveleto (Ruvlé).
Situato lungo la Via Emilia Parmense, Cadeo, dista circa 15 km dal capoluogo di provincia Piacenza, 20 km dalla città di Fidenza, in provincia di Parma, e circa 25 km dalla città lombarda di Cremona.
Insieme ad Alseno, ha fatto parte dell'Unione dei Comuni della via Emilia Piacentina fino al suo scioglimento avvenuto il 1º gennaio 2021.
Ha dato i natali all'attrice Olimpia Cavalli e al pilota Tarquinio Provini.

## Geografia fisica
Cadeo si trova nella pianura Padana a 66 m s.l.m.. Il territorio comunale è attraversato dai torrenti Riglio, Chero e Chiavenna; nei pressi della frazione di Roveleto si trova la foce del Chero nel Chiavenna.
Il territorio comunale è attraversato, nei pressi della frazione di Saliceto, dal 45º parallelo, la linea equidistante fra il polo nord e l'equatore.

## Origini del nome
L'origine etimologica del toponimo Cadeo deriva dal lazzaretto costruito nel 1112 che venne chiamato "La casa di Dio", da cui sarebbe derivato, poi, Cadeo.

## Storia
Si hanno notizie su Cadeo a partire dal 1112 quando viene aperto un Hospitale dedicato ai pellegrini in cammino verso Roma da un devoto chiamato Ghisulfo o Gandolfo.
In molte cronache del Trecento e del Quattrocento compare la menzione del castello di Cadeo, nel quale nel 1309 1 300 soldati ghibellini provenienti da Parma si radunarono contro la famiglia guelfa Da Fontana. A causa di questo episodio Alberto Scoto distrusse il castello nel corso dell'anno successivo.

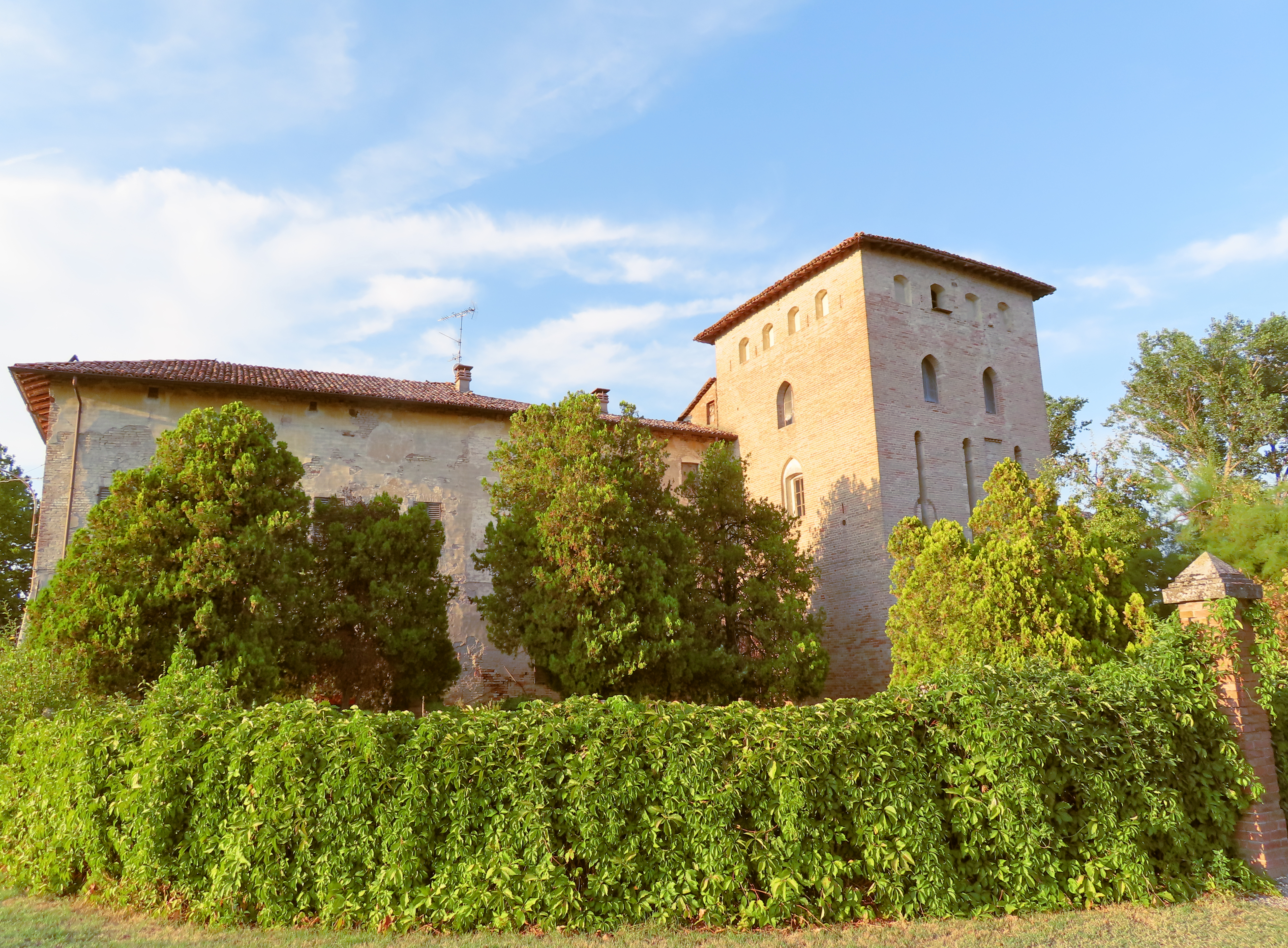
Il castello

Nel 1322 Galeazzo Visconti fa distruggere il paese, a causa dell'inimicizia con il priore di Cadeo Ribaldo del Cario, che però riesce a scampare all'attacco. Cadeo viene nuovamente distrutto nel 1336, ancora dai Visconti e nel 1353 da truppe cremonesi. Un'ultima devastazione, nel 1449 fu portata ad opera da Alberto Sanvitale.
Nel 1442 le rendite dell'ospedale vengono assegnate al Cardinale Castiglione, per opera del Papa. Cinque anni più tardi passa ai Canonici lateranensi di Sant'Agostino. Sul finire del settecento l'hospitale diventa di proprietà dell'Opera Pia Alberoni.
Il 2 gennaio 1809 la diocesi di Pavia rinuncia alle parrocchie piacentine della pieve di Fontana Fredda e Roveleto di Cadeo e della pieve di val Nure che passarono quindi alla diocesi di Piacenza.
Con la creazione dei comuni seguita alle riforme di Napoleone Cadeo viene inizialmente incluso nel comune di Carpaneto Piacentino, prima di diventare comune autonomo nel giugno del 1820. La sede del comune è inizialmente ospitata in un palazzo davanti alla chiesa di San Pietro, poi, a partire dal 1931, viene trasferita nella frazione di Roveleto, che negli anni precedenti aveva aumentato considerevolmente le proprie dimensioni a seguito dello sviluppo di un piano di ampliamento per volontà dell'allora sindaco Castellari, in un edificio posto davanti al Santuario della Beata Vergine del Carmelo.
Al referendum istituzionale del 1946, nel comune di Cadeo la Repubblica viene scelta dal 53% dei votanti mentre la monarchia dal 46,9%.

### Simboli
Lo stemma e il gonfalone sono stati concessi ufficialmente con regio decreto del 3 aprile 1930.
Nello stemma è raffigurata la facciata dell'antico ospitale agostiniano di San Pietro della Cadè, fondato nel 1122 sulla Via Emilia, che accoglieva e assisteva i pellegrini a cui si riferiscono i due bordoni passati in decusse.
Il gonfalone è un drappo di azzurro.

## Monumenti e luoghi d'interesse

### Architetture religiose
Santuario della Beata Vergine del CarmeloSituato nella frazione di Roveleto e costruito in stile barocco settecentesco con influenze neoclassiche tra il 1750 e il 1773, trae le sue origini da un preesistente mistadello. L'edificio è caratterizzato dalla facciata, che si presenta tripartita mediante lesene di ordine dorico e divisa in due ordini, tra i quali si trova una trabeazione leggermente aggettata che prosegue lungo i fronti laterali, i quali, inclinati e arretrati rispetto alla facciata, fungono da raccordo con la navata principale. L'interno presenta una struttura biassiale a pianta centrale ridotta, caratterizzata da una singola navata unica dotata di ambulacro, prima della quale è posto un atrio, e di uno spazio a baldacchino posto centralmente.

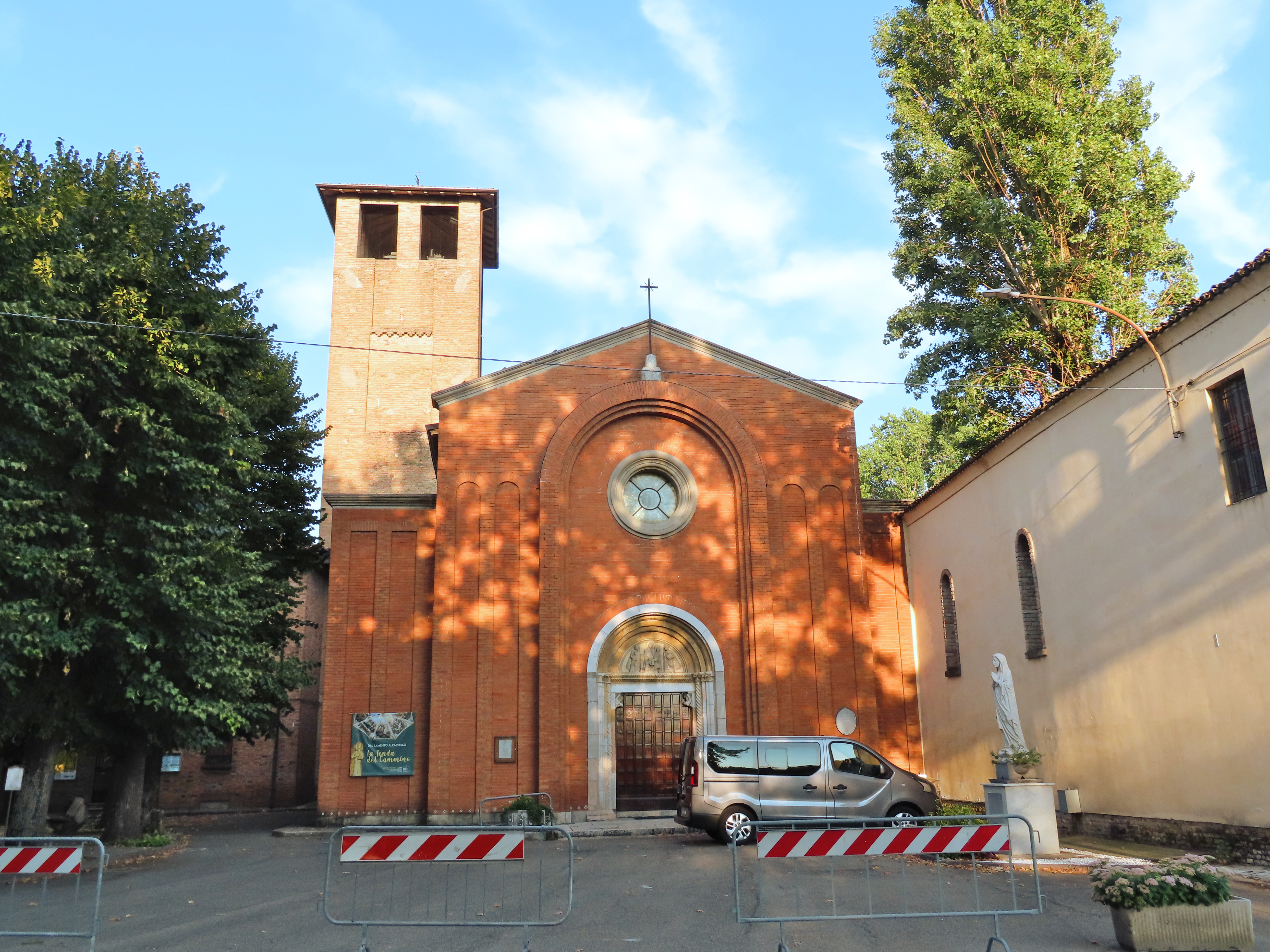
Chiesa di San Pietro Apostolo

Chiesa di San Pietro ApostoloSituata nel capoluogo, fu costruita tra il 1935 e il 1953. La facciata, progettata dall'architetto Pietro Berzolla, è in mattoni a vista e presenta, al di sopra del portale di accesso, una lunetta marmorea risalente al XII secolo, originariamente collocata in un'altra chiesa, realizzata da Nicolò da Ferrara, a cui si devono anche i due telamoni posti a sostegno dell'architrave. Il campanile è stato ricavato riadattando una torre del vicino castello.
MistadelliLa religiosità popolare e rurale ha portato alla costruzione di cappelle votive principalmente poste lungo gli assi viari della val d'Arda. Tali monumenti, pur non presentando pregi artistici particolari, sono comunque indicativi della concezione religiosa del mondo agricolo basato principalmente su un rapporto di do ut des.

### Architetture civili
Villa ViscontiVilla rinascimentale, situata in località Tornora, nei pressi della frazione di Saliceto. I primi riferimenti a questa villa, probabilmente sorta sulle ceneri di un castello preesistente, risalgono al 1550. Dal 1982 è in stato di abbandono. L'edificio, probabilmente opera di un architetto fiorentino, si estende su due piani e è caratterizzato dalla presenza di un loggiato che da su un cortile interno.

### Architetture militari
Castello di CadeoCitato per la prima volta nel trecento, secolo durante il quale viene incendiato nel 1310 su ordine di Alberto Scotti e distrutto nel 1336 ad opera delle truppe di Azzo Visconti, venne distrutto ancora nel 1449 da parte di Angelo Sanvitale da Fiorenzuola. A differenza del limitrofo ospitale sorto nel 1112 e del quale rimane solo una facciata pesantemente modificata rispetto all'originale, l'edificio si trova in buono stato di conservazione.
Castello di ZambertoCastello che prende il nome dalla famiglia Zamberti, che ne fu proprietaria a partire dal Cinquecento; con l'estinzione della famiglia, avvenuta nel 1770 l'edificio passò al conte Giuseppe Rocca, erede del ramo della famiglia Nicelli, a sua volta estinto, che vantava il diritto di subentrare alla famiglia Zamberti. In seguito, nel 1831, il complesso fu ceduto all'Opera Pia Alberoni. Il castello si compone di un monoblocco con quattro torri circolari angolari, ciascuna di dimensioni diverse. All'interno sono presenti dei camini in arenaria decorati da motivi floreali. Il complesso include un oratorio di struttura poligonale che presenta sul portale di accesso uno stemma degli Zamberti rappresentante un pappagallo. A differenza del resto del complesso, l'oratorio, in particolare l'interno decorato con stucchi si trova in cattive condizioni di conservazione.

## Società

### Evoluzione demografica
Abitanti censiti

### Etnie e minoranze straniere
Al 31 dicembre 2023 la popolazione straniera era di 929 persone, pari al 15,22% degli abitanti.

## Geografia antropica

Fontana Fredda

### Frazioni
Fanno parte del comune di Cadeo le frazioni di Saliceto, Fontana Fredda, Roveleto, Contradone di Sopra, Contradone di Sotto e La Chiusa.

## Infrastrutture e trasporti

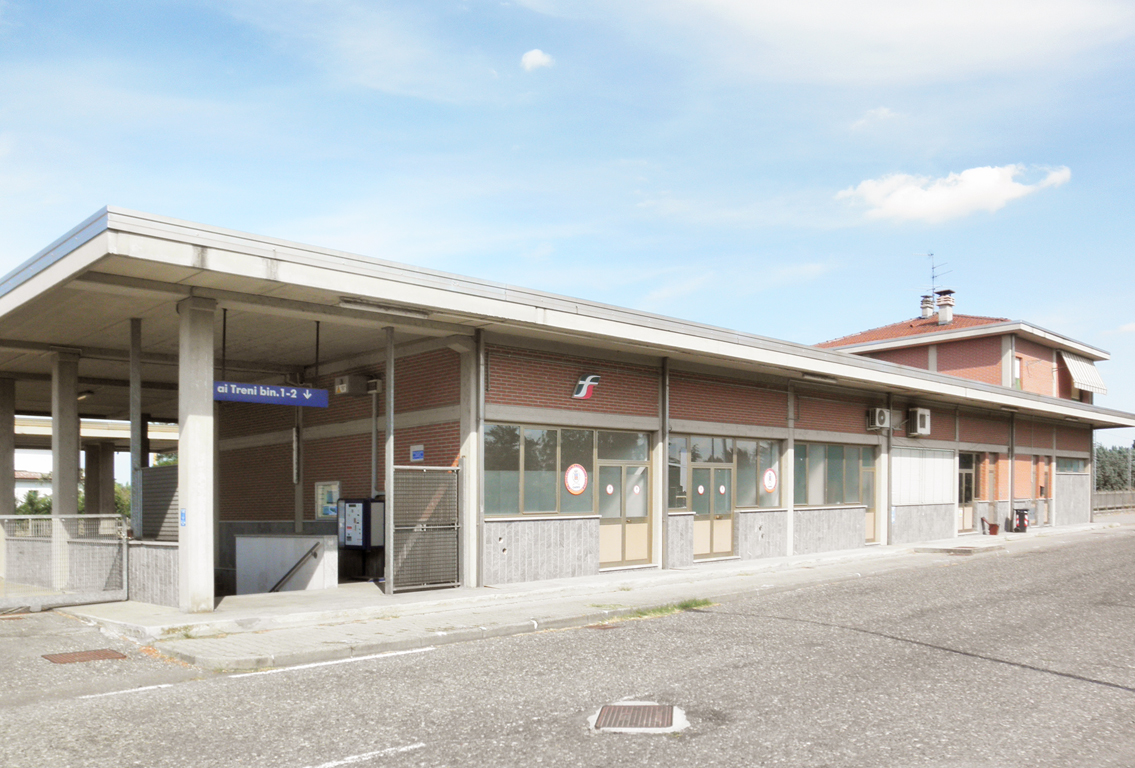
La stazione ferroviaria

Il comune di Cadeo è attraversato dalla via Emilia, dall'Autostrada A1 e dalle due linee ferroviarie Milano-Bologna: quella ad altà velocità e quella tradizionale; su quest'ultima è posta la stazione di Cadeo che, pur prendendo il nome dal capoluogo, si trova nella frazione di Roveleto.
Il territorio comunale è attraversato dalla strada provinciale 30 di Chiavenna che collega Roveleto con Chiavenna Landi, frazione di Cortemaggiore, e dalla strada provinciale 29 di Zena che unisce Cadeo a Carpaneto Piacentino.

## Amministrazione
Di seguito è presentata una tabella relativa alle amministrazioni che si sono succedute in questo comune.
| Periodo        | Periodo        | Primo cittadino     | Partito                            | Carica  | Note   |
| -------------- | -------------- | ------------------- | ---------------------------------- | ------- | ------ |
| 25 giugno 1985 | 19 giugno 1990 | Ivano Romanini      | Partito Socialista Italiano        | Sindaco | [ 27 ] |
| 19 giugno 1990 | 27 aprile 1993 | Fabio Botti         | Partito Socialista Italiano        | Sindaco | [ 27 ] |
| 21 giugno 1993 | 24 aprile 1995 | Leonardo Delfitto   | Partito Democratico della Sinistra | Sindaco | [ 27 ] |
| 24 aprile 1995 | 28 giugno 1999 | Angelo Cardis       | Centro-destra                      | Sindaco | [ 27 ] |
| 28 giugno 1999 | 14 maggio 2001 | Angelo Cardis       | Polo per le Libertà                | Sindaco | [ 27 ] |
| 14 maggio 2001 | 30 maggio 2006 | Angelo Cardis       | Centro-destra                      | Sindaco | [ 27 ] |
| 30 maggio 2006 | 16 maggio 2011 | Paolo Epifani       | Centro-destra                      | Sindaco | [ 27 ] |
| 16 maggio 2011 | 6 giugno 2016  | Marco Bricconi      | Lega Nord                          | Sindaco | [ 27 ] |
| 6 giugno 2016  | 3 ottobre 2021 | Marco Bricconi      | Lista civica: Cambia Cadeo         | Sindaco | [ 27 ] |
| 3 ottobre 2021 | in carica      | Maria Lodovica Toma | Lista civica: Cambia Cadeo         | Sindaco | [ 27 ] |

### Gemellaggi
- Marsa Scirocco

### Altre informazioni amministrative
Cadeo ha fatto parte dal 2013, anno di costituzione dell'ente, al 1º gennaio 2021, data del suo scioglimento, dell'Unione dei Comuni della via Emilia Piacentina; originariamente, oltre a Cadeo, partecipavano all'unione i comuni di Alseno, Fiorenzuola d'Arda e Pontenure. Con l'abbandono degli ultimi due, formalizzato il 1º gennaio 2018, a costituire l'unione rimasero i comuni di Cadeo e Alseno. A seguito dell'uscita del comune di Fiorenzuola la sede, dell'ente, che vi era originariamente posta, venne trasferita a Roveleto, presso la sede del comune di Cadeo.

## Sport

### Atletica Leggera
Nel comune opera la Libertas Cadeo, società di atletica leggera fondata nel 1971 dal cavalier Luigi Civardi e attiva nel 2020 con circa 50 atleti. La società detiene in concessione esclusiva per la pratica sportiva un'area situata a Roveleto, inaugurata nel 2020 e dedicata alla memoria del fondatore dell'associazione. I colori sociali sono l'arancione e il blu.

### Tennis
In ambito tennistico è attiva nella frazione di Roveleto l'Associazione Tennis Cadeo che nel 2016 iscriveva complessivamente 4 squadre tra maschili e femminili ai campionati di Serie D3 e D4. L'associazione dispone di 3 campi (2 in terra battuta sintetica e 1 in greenset), 2 dei quali coperti

### Calcio
Nel territorio comunale sono presenti due squadre di calcio il G.S. Cadeo, squadra rappresentante il capoluogo e la frazione di Roveleto, militante nel 2022-2023 nel campionato di Seconda Categoria e la Polisportiva Salicetese A.S.D. rappresentante la frazione di Saliceto e militante anch'essa in Seconda Categoria, campionato raggiunto dopo la promozione al termine dell'annata 2015-2016. Il G.S. Cadeo disputa le proprie partite casalinghe al campo Eleuteri a Roveleto, mentre la Salicetese al campo Giuseppe Politi posto nella frazione di Saliceto.

### Ciclismo
A Cadeo ha avuto sede dal 1967, anno di fondazione della compagine, fino al 2008, con il trasferimento a Carpaneto Piacentino, il GS Cadeo, squadra di ciclismo attiva a livello giovanile nelle cui file hanno militato futuri professionisti come Giancarlo Perini, Andrea Faccini e Giairo Ermeti. A seguito del trasferimento della sede sociale nel limitrofo comune di Carpaneto, la squadra ha cambiato nome diventando Gs Cadeo Carpaneto. La squadra è attiva nelle categorie giovanissimi, esordienti maschili e femminili, allieve e juniores maschili e femminili.